# Donja Pilica
Donja Pilica (en serbe cyrillique : Доња Пилица) est un village de Bosnie-Herzégovine. Il est situé dans la municipalité de Zvornik et dans la république serbe de Bosnie. Selon les premiers résultats du recensement bosnien de 2013, il compte 1 276 habitants.

## Démographie

### Évolution historique de la population dans la localité
| 1948 | 1953 | 1961 | 1971  | 1981  | 1991  | 2013  |
| ---- | ---- | ---- | ----- | ----- | ----- | ----- |
| -    | -    | 900  | 1 237 | 1 271 | 1 304 | 1 276 |

|  |

### Communauté locale
En 1991, Donja Pilica faisait partie de la communauté locale de Pilica qui comptait 2 408 habitants, répartis de la manière suivante :